# Adam's Peak
Adam's Peak, Adams topp, tamil: சிவனொளி பாதமலை) är en bergstopp belägen i sydvästra Sri Lanka, ca 18 kilometer nordöst om Ratnapura. Adam's Peak har en höjd på 2 243 meter över havet.
På toppen av Adam's Peak finns ett muromgärdat tempel som byggts över en 1,5 meter lång och fotspårsliknande fördjupning, Sri Pada, vilken infattats i guld och ädelstenar. Om hur det heliga fotspåret skapades finns det flera historier. Buddhisterna säger att det är Buddhas fotspår, hinduerna säger att det är Shivas fotspår och muslimerna säger att det är Adams fotspår (Adam i islam) och menar att Sri Lanka var det ursprungliga Eden. Indiens kristna anser att det är aposteln Thomas fotspår.